# Todeszone – Nach dem Super-GAU in Biblis
Todeszone – Nach dem Super-GAU in Biblis ist ein Dokumentarspiel bzw. eine Dokufiktion von Joachim Faulstich und Georg M. Hafner über einen fiktiven Störfall im Kernkraftwerk Biblis in Südhessen in der Nähe von Darmstadt. Der Film erschien 1991 im Nachgang des Beinahe-GAUs im AKW Biblis A und der Ereignisse rund um die Katastrophe von Tschernobyl.

## Inhalt
Die Dokumentarfilmer zeigen mit teils drastischen Bildern auf, welche Folgen eine nukleare Katastrophe im dicht besiedelten Deutschland haben könnte. Experten, wie Landräte, Physiker, Volkswirte oder Meteorologen, werden zu den möglichen Auswirkungen und Folgen einer Katastrophe sowie den staatlichen Vorsorgemaßnahmen befragt. Der Film kommt zu dem Fazit, dass eine Reaktorkatastrophe extrem verheerende Folgen für die deutsche Bevölkerung, den Staat und die Wirtschaft haben würde. So beziffert im Film der Volkswirt Hans-Jürgen Ewers den möglicherweise entstehenden Schaden auf über vier Billionen Deutsche Mark (entspräche heute über 4 Billionen Euro) weiterhin sei bei einem Reaktorunfall in Deutschland mit vier bis fünf Millionen Krebserkrankungen innerhalb der Bevölkerung zu rechnen. Die Mortalitätsrate aufgrund der freigesetzten Strahlung läge bei den Erkrankten anschließend bei schätzungsweise 50 Prozent.

## Erstausstrahlung
Die Dokufiktion wurde im Ersten Deutschen Fernsehprogramm am Donnerstag, 2. Mai 1991 um 20:15 Uhr erstausgestrahlt.